# Molières-sur-Cèze
Molières-sur-Cèze är en kommun i departementet Gard i regionen Occitanien i södra Frankrike. Kommunen ligger i kantonen Saint-Ambroix som tillhör arrondissementet Alès. År 2022 hade Molières-sur-Cèze 1 187 invånare.

## Befolkningsutveckling
Antalet invånare i kommunen Molières-sur-Cèze
Referens:INSEE